# Béréziat
Béréziat ist eine französische Gemeinde mit 481 Einwohnern (Stand: 1. Januar 2022) im Département Ain in der Region Auvergne-Rhône-Alpes. Sie gehört zum Kanton Attignat im Arrondissement Bourg-en-Bresse und ist Mitglied im Gemeindeverband Bassin de Bourg-en-Bresse. 

## Geographie
Die Gemeinde Béréziat liegt in der Bresse, etwa 22 Kilometer nordnordwestlich von Bourg-en-Bresse und etwa 17 Kilometer ostnordöstlich der Stadt Mâcon. Umgeben wird Béréziat von den Nachbargemeinden Saint-Étienne-sur-Reyssouze im Nordwesten und Norden, Saint-Jean-sur-Reyssouze im Norden und Osten, Marsonnas im Süden sowie Boissey im Westen.

## Bevölkerungsentwicklung
| Jahr                       | 1962 | 1968 | 1975 | 1982 | 1990 | 1999 | 2010 | 2020 |
| Einwohner                  | 383  | 298  | 284  | 282  | 308  | 340  | 445  | 480  |
| Quellen: Cassini und INSEE |      |      |      |      |      |      |      |      |

## Sehenswürdigkeiten

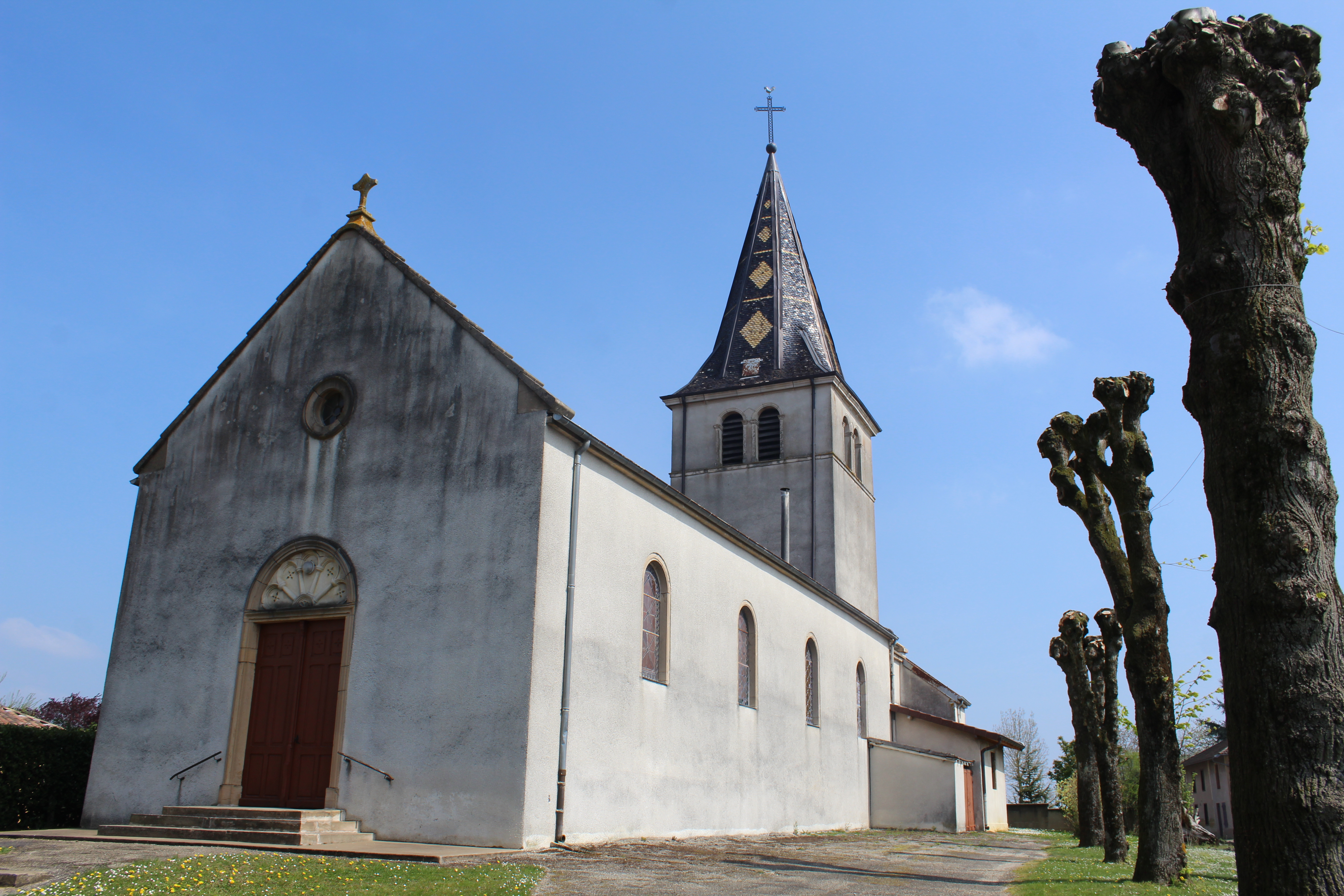
Kirche Saint-Georges
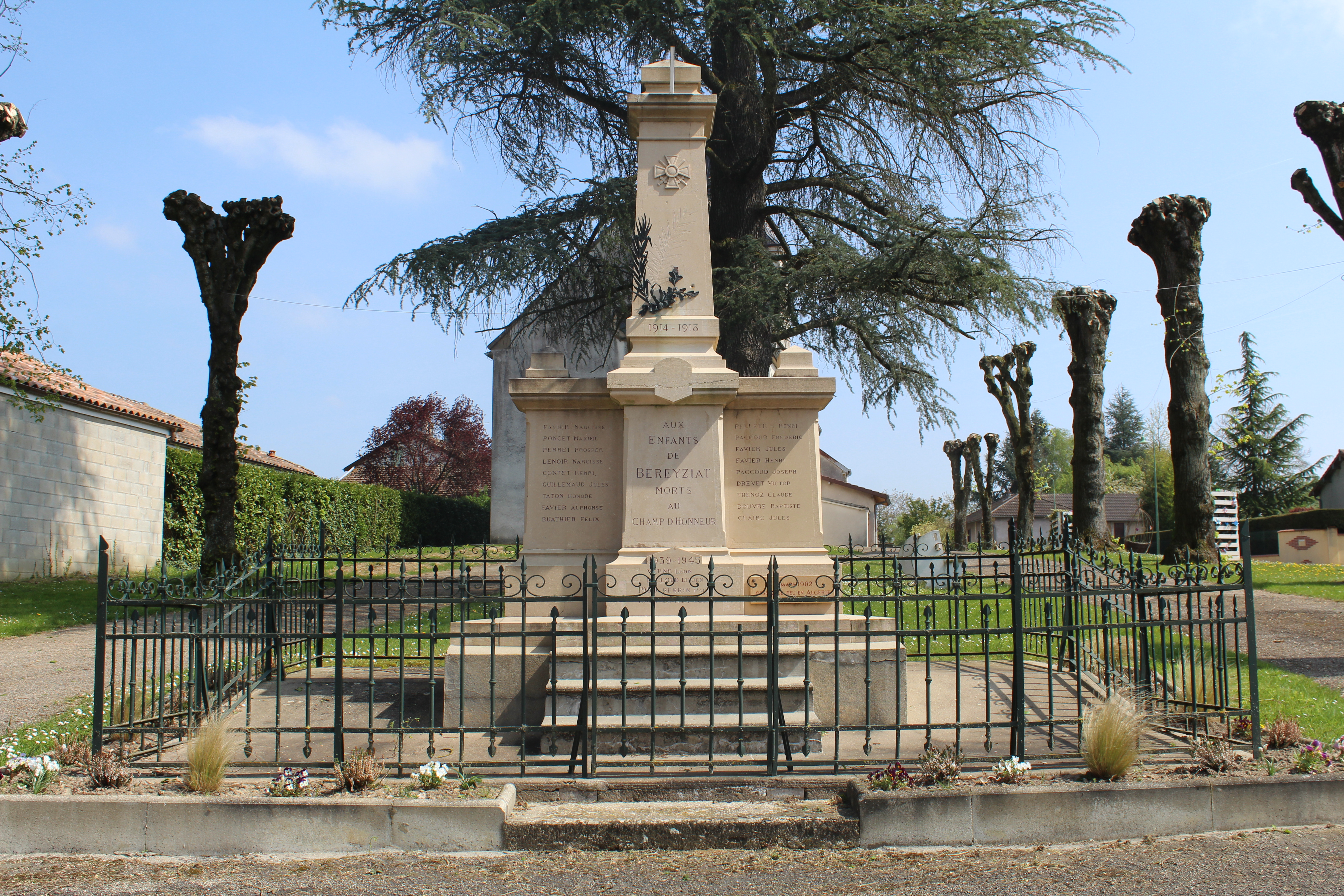
Gefallenendenkmal

- Kirche Saint-Georges
- Gefallenendenkmal